# Gaston Ramon

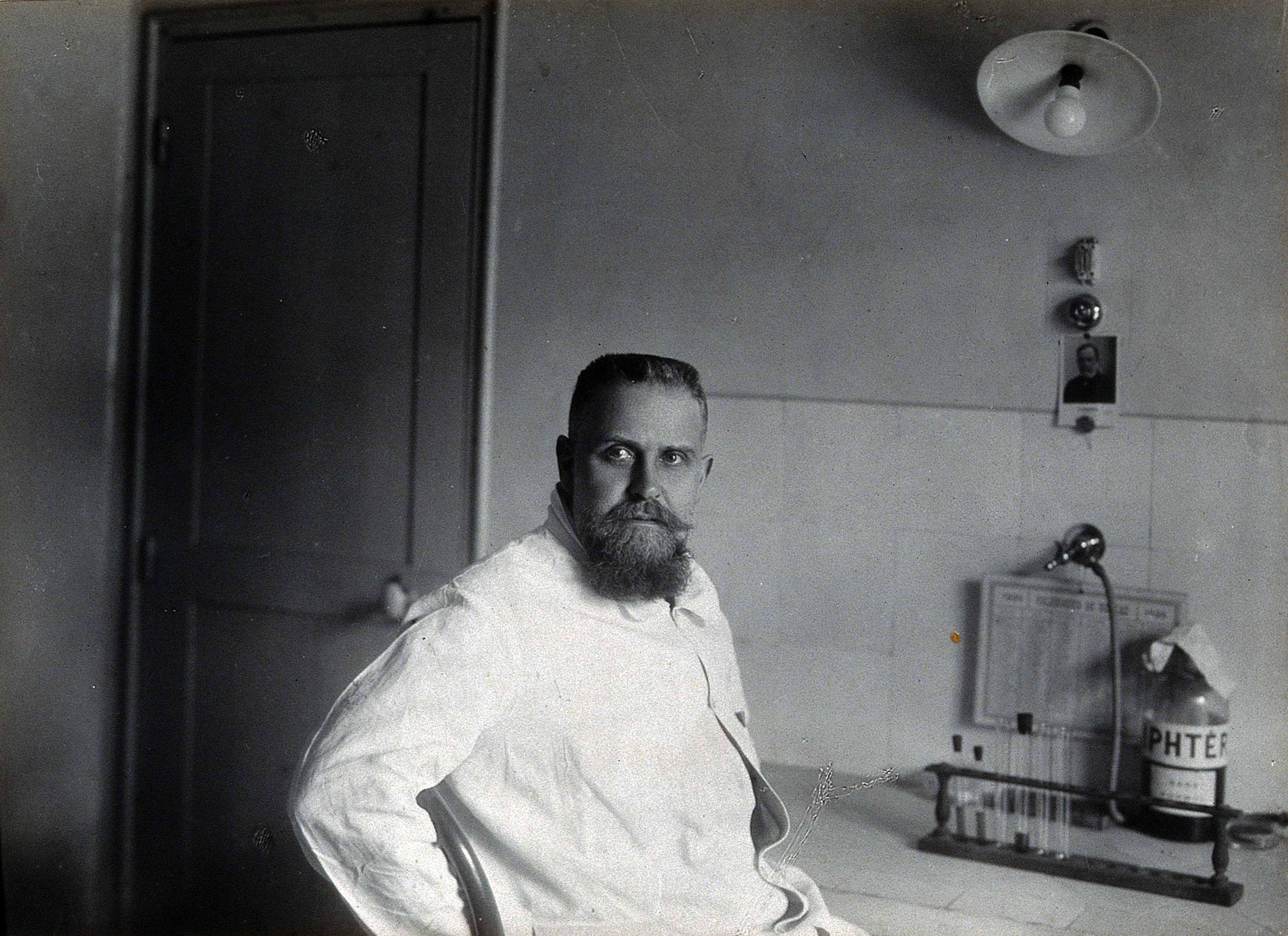
Gaston Ramon

Gaston Ramon (30 september 1886 - 8 juni 1963) was een Frans dierenarts en bioloog die vooral bekend is vanwege zijn rol bij de behandeling van difterie en tetanus.
Hij werd geboren in Bellechaume (Yonne, Frankrijk) en studeerde aan de École nationale vétérinaire d'Alfort van 1906 tot 1910. In 1917 trouwde hij met Marthe Momont, een achternicht van Émile Roux.
In de jaren 1920 leverde Ramon, samen met Pierre Descombey, een belangrijke bijdrage aan de ontwikkeling van effectieve vaccins voor zowel difterie als tetanus. Zo ontwikkelde hij een methode voor het inactiveren van difterie toxine en het tetanustoxine met behulp van formaldehyde, dat in essentie nog steeds wordt gebruikt in vaccins die tegenwoordig worden geproduceerd. Hij ontwikkelde ook een methode om de potentie van de vaccins te bepalen, een essentieel element dat nodig is voor de reproduceerbare productie van deze entstoffen.
Hij ontving 155 Nobelprijs-nominaties, maar ontving de prijs nooit.
Een verzameling van zijn artikelen wordt bewaard in de National Library of Medicine in Bethesda (Maryland).